# سلات
سلات یک منطقهٔ مسکونی در اردن است. سلات ۷۲ کیلومتر مربع مساحت و ۲۰۰٬۴۰۰ نفر جمعیت دارد و ۹۰۰ متر بالاتر از سطح دریا واقع شده‌است.